# Maqlouba
La maqlouba (arabe : مَقْلُوبَة (maqlūba) ; turc : maklube) est un plat traditionnel de la Palestine, aussi très populaire en Jordanie. Le plat est à base de riz et de légumes frits auxquels on ajoute de la viande. En Turquie, la maqlouba est appelée « maklube ».

## Étymologie
Le mot maqlouba signifie « sens dessus dessous » en arabe. Son nom vient du fait qu'au moment du service, le plat est retourné,.

## Ingrédients
Les ingrédients principaux sont la viande (du poulet ou de l'agneau), le riz et différents légumes, comme les tomates, les pommes de terre, le chou-fleur et les aubergines,.
La maqlouba est servie soit avec du yogourt, soit avec une salade arabe (salata arabia) de tomates, de concombre, de persil et de jus de citron, souvent mixée avec une sauce au tahini.

## Variations

### Palestine et Proche-Orient
La maqlouba est souvent faite avec ses ingrédients originaux, parfois avec quelques modifications qui dépendent du goût du cuisiner ou des ingrédients disponibles.
Certaines régions palestiniennes préparent ce plat d'une manière différente. À Hébron, du houmous est ajouté et placé au fond du plat. Dans d'autres endroits, des carottes et des fèves sont ajoutées.

### Turquie
En Turquie, la maqlouba est appelée « maklube ». Même si les ingrédients sont légèrement différents, modifiés pour convenir à la cuisine turque, la préparation et l'apparence du plat restent les mêmes.